# Yttersta dagen rätt fröjdefull bliver
Yttersta dagen rätt fröjdefull bliver är en psalmsång som påminner om Magnus Brynolf Malmstedts psalm Yttersta dagen en glädjedag bliver. För denna titelversion skiljer sig dock texterna åt mellan Sionstoner 1889 (nr 280) och en version med samma titel i en äldre psalmbok utan titelsidan kvar fast där psalmen har nummer 8 och rubriceras som Väckelsesång med titeln "Den yttersta dagen".
Melodin för versionen i Sionstoner 1889  uppges vara en Folkmelodi i G-dur och 2/4-dels takt. Textversionen i den okända psalmboken går bra att sjunga till samma melodi, som är i meterklass 280 för 7-radiga verser.

## Publicerad i
- Sionstoner 1889 som nr 280
- Sionstoner 1935 som nr 709 under rubriken "Uppståndelsen, domen och det eviga livet".
- Guds lov 1935 som nr 425 under rubriken "Dödens och evighetens allvar".